# وزارت آموزش ایالات متحده آمریکا

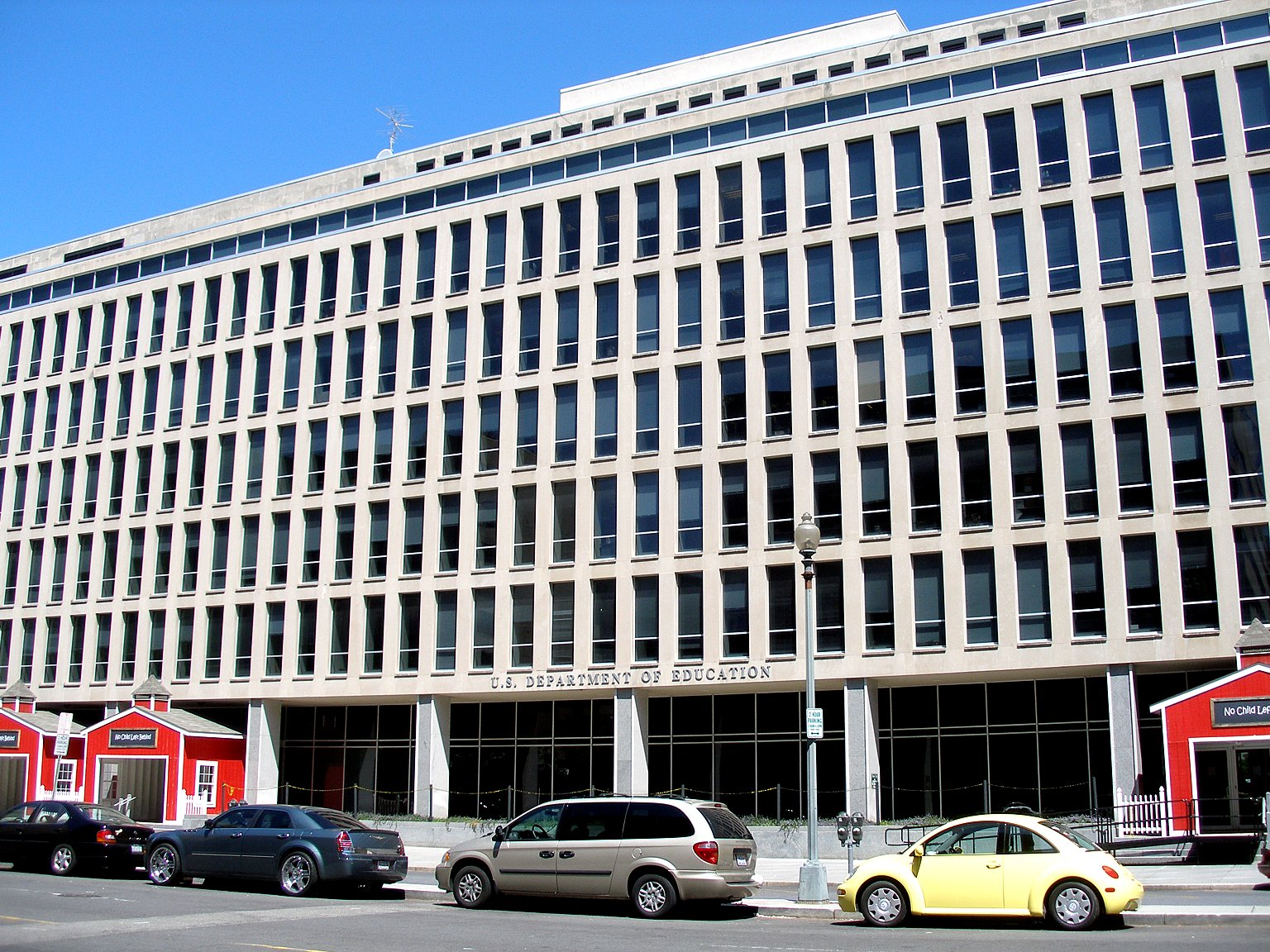
نمای وزارتخانه

وزارت آموزش ایالات متحده‌ی آمریکا (به انگلیسی: United States Department of Education) یکی از پانزده وزارتخانه دولت فدرال ایالات متحده آمریکا است که وظیفه نظارت بر امور آموزشی در ایالات متحده‌ آمریکا را بر عهده دارد.
وزارت آموزش توسط وزیر آموزش ایالات متحده آمریکا اداره می‌شود و ستاد آن در واشینگتن، دی.سی. است. بیشتر فعالیت وزارت آموزش آمریکا بر مدیریت وام‌های دانشجویی و برنامه‌های حمایتی از دانشجویان کم‌درآمد متمرکز است.
آمریکا نزدیک به ۵/۴ درصد از تولید ناخالص داخلی خود را صرف آموزش می‌کند.

## تاریخچه
در ۱۷ اکتبر ۱۹۷۹ جیمی کارتر رئیس‌جمهور وقت ایالات متحده آمریکا قانون سازمان‌دهی وزارت آموزش را امضا نمود. بر پایه این قانون، وزارت بهداشت، آموزش و رفاه به دو وزارت آموزش و وزارت بهداشت و خدمات انسانی تقسیم شد. در نتیجه وزارت آموزش ایالات متحده آمریکا در تاریخ ۴ مه ۱۹۸۰ رسما فعالیت خود را آغاز نمود.

## برچینش
در مارس ۲۰۲۵ دونالد ترامپ رئیس‌جمهور آمریکا دستوری اجرایی را امضا کرد که مقام‌های دولت فدرال را ملزم به برچیدن وزارت آموزش می‌کرد.